# Dixit Dominus (Händel)
Dixit Dominus g-moll (HWV 232, ChA 38, HHA III/1) – sakralna kompozycja Georga Friedricha Händla do tekstu psalmu 110 (109), napisana w 1707 roku .

## Obsada
- Soliści: sopran, alt
- Chór: sopran (I, II), alt, tenor, bas
- Instrumenty: skrzypce (I, II), altówka (I, II), basso continuo

## Historia
Jesienią 1706 roku Händel skomponował w Hamburgu dwie opery: Florindo HWV 3 oraz Daphne HWV 4. Opery zamówił u Händla kompozytor i dyrektor opery w Hamburgu Reinhard Keiser. W związku z tym, że Händel nie miał żadnego wpływu na przedstawienia oper (Keiser w obawie, by spektakl nie okazał się „zbyt poważny”, włączył do Daphne intermezzo Die lustige Hochzeit (Ucieszne wesele)), postanowił opuścić miasto i nikomu nic nie mówiąc (nie pożegnał się nawet ze swoim bliskim przyjacielem Johannem Matthesonem), nagle, udał się w podróż do Włoch.
Florencja była prawdopodobnie pierwszym miastem we Włoszech, które odwiedził Händel. Przybył tam na zaproszenie Gian Gastonea de' Medici, późniejszego wielkiego księcia Wielkiego Księstwa Toskanii, którego poznał wcześniej w Hamburgu. 14 stycznia 1707 roku Händel przybył do Rzymu. W tym czasie poznał wiele osób ze świata muzyki (Arcangelo Corelli, Alessandro Scarlatti, Domenico Scarlatti), sztuki, polityki (markiz Francesco Maria Ruspoli) a także kardynałów – mecenasów sztuki (Benedetto Pamphilj, Pietro Ottoboni, Carlo Colonna). Powstały wtedy kantaty włoskie. W marcu rozpoczął prace nad oratorium Il Trionfo del Tempo e del Disinganno HWV 46a do tekstu kardynała Benedetto Pamphiljego, które zostało wystawione w czerwcu 1707 roku prawdopodobnie w pałacu u kardynała Pietro Ottoboniego.
Utwory napisane podczas pobytu G.F. Händla u kardynała Carlo Colonny w 1707 roku:
- Donna, che in ciel HWV 233 (luty? 1707)
- Dixit Dominus HWV 232 (kwiecień)
- Laudate pueri HWV 236/WV 237 (8 lipca)
- Nisi Dominus HWV 238 (13 lipca)
- Saeviat tellus HWV 240
- Te decus virginum HWV 243
- Haec est regina virginum HWV 235

Händel zaczął komponować Dixit Dominus we Florencji pod koniec 1706 roku. Dzieło zostało ukończone w kwietniu 1707 roku, na rękopisie można przeczytać: „S.D.G. G. F. Hendel, 1707 li d’Aprile. Roma”. Kompozycja została wykonana po raz pierwszy 16 lipca 1707 z okazji nabożeństwa Nieszporów Karmelitów w Santa Maria in Monte Santo w Rzymie przy Piazza del Popolo ku czci Marii Dziewicy (być może z okazji upamiętnienia ofiar silnego trzęsienia ziemi, jakie nawiedziło środkowe Włochy w 1703 roku) razem z Haec est regina virginum HWV 235, Laudate pueri dominum HWV 237, Saeviat tellus HWV 240 oraz Te decus virginum HWV 243. Z dużym prawdopodobieństwem cztery ostatnie utwory mogły zostać skomponowane specjalnie na tę okazję. Dixit Dominus został jednak skomponowany kilka miesięcy wcześniej, być może na inną okazję, i nie można łączyć tej kompozycji z tym wydarzeniem. Jedynym utworem, który można wiązać wydarzeniem upamiętnienia trzęsienia ziemi, jest kantata Donna, che in ciel HWV 233, wykonana 1 (lub 2) lutego 1708 roku w bazylice Matki Bożej Ołtarza Niebiańskiego w Rzymie. Ciekawym pomysłem wydaje się umieszczenie Nieszporów G.F. Händla pomiędzy Vespro Della Beata Vergine Claudia Monteverdiego z 1610 roku a Vesperae Solennes de Confessore KV 339 Wolfganga Amadeusa Mozarta z 1780 roku. Z pewnością nabożeństwo Nieszporów z 1707 roku, które celebrował kardynał C. Colonna, było znakomitą okazją dla prezentacji talentu przez 22-letniego kompozytora. Inna teoria głosi, że Dixit Dominus został skomponowany jako psalmus in tempore belli (psalm na czas wojny) podczas obecności hiszpańskiego ambasadora Juana Francisco Pacheco, książę de Uceda w miasteczku Frascati na północ od Rzymu Również i w tym przypadku nie ma na to wystarczających dowodów.
Części utworu oraz obsada: 
1. Chór "Dixit Dominus Domino meo"
Obsada: Chór: Sopran I, II, Alt, Tenor, Bas, Skrzypce I, II, Altówki I, II, basso continuo
2. Aria "Virgam virtutis tuae"
Obsada: Alt, basso continuo
3. Aria "Tecum principium",
Obsada: Sopran I, Skrzypce I, II, Altówki I, II, basso continuo
4. Chór "Juravit Dominus"
Obsada Chór: Sopran I, II, Alt, Tenor, Bas, Skrzypce I, II, Altówki I, II, basso continuo
5 Chór "Tu es sacerdos"
Obsada: Chór: Sopran I, II, Alt, Tenor, Bas, Skrzypce I, II, Altówki I, II, basso continuo
6 Chór "Dominus a dextris tuis"
Obsada: Sopran I solo, Sopran II solo, Chór: Sopran I, II, Alt, Tenor, Bas, Skrzypce I, II, Altówki I, II, basso continuo
7 Chór "De torrente"
Obsada: Sopran I solo, Sopran II solo, Chór: Sopran I, II, Alt, Tenor, Bas, Skrzypce I, II, Altówki I, II, wiolonczela, basso continuo
8 Chór "Gloria Patri "
Obsada: Chór: Sopran I, II, Alt, Tenor, Bas, Skrzypce I, II, basso continuo
| Część |                | Tekst (Łacina) | Tekst (Polski) |
| ----- | -------------- | --- | --- |
| 1     | Chór           | Dixit Dominus Domino meo: Sede a dextris meis, donec ponam inimicos tuos scabellum pedum tuorum.                         | Rzekł Pan do pana mego swym głosem łaskawym: Siądź mi po boku prawym, Aż twe nieprzyjacioły złupione ze zbroje jako inszy podnóżek dam pod nogi twoje.         |
| 2     | Aria A         | Virgam potentiae tuae emittet Dominus ex Sion: dominare in medio inimicorum tuorum.                                      | Na kraj świata rozciągnę z Syjonu wielkiego władzę królestwa twego, A ty na wszytki strony używaj praw swoich rozkazując w pośrzodku nieprzyjaciół twoich.     |
| 3     | Aria S         | Tecum principatus in die virtutis tuae, in splendoribus sanctis. Ex utero ante luciferum genui te.                       | Czasu ruszenia twego przy tobie, swym panie, twój lud chętliwie stanie: Lud w cnotach okazały, świetny w pobożności, rosa różanej żarze, krew twojej młodości. |
| 4     | Chór           | Juravit Dominus et non paenitebit eum:                                                                                   | Przysiągł Pan, a za Jego żal nie chodzi słowem: |
| 5     | Chór           | Tu es sacerdos in aeternum secundum ordinem Melchisedech.                                                                | Tyś Melchizedechowem porządkiem kapłan wieczny. |
| 6     | Soliści i Chór | Dominus a dextris tuis, confregit in die irae suae reges.                                                                | Pan przy boku twoim na wieki, Pan tyrany zetrze w gniewie swoim.                                                                                               |
| 7     | Chór           | Judicabit in nationibus, implebit ruinas, conquassabit capita in terra multorum.                                         | Sąd swój rozciągnie, pola trupami okryje, Władców i możnych zabije.                                                                                            |
| 8     | Duet S i Chór  | De torrente in via bibet, propterea exaltabit caput.                                                                     | Krwią płynącą będzie pił wodę patokową, Przeto nieba dosięże wysokiego głową.                                                                                  |
| 9     | Chór           | Gloria Patri, et Filio, et Spiritui Sancto, Sicut erat in principio, et nunc, et semper, et in saecula saeculorum. Amen. | Chwała Ojcu i Synowi, i Duchowi Świętemu, jak była na początku, teraz i zawsze, i na wieki wieków. Amen.                                                       |

Obsada dzieła jest charakterystyczna dla muzyki włoskiej, zwłaszcza włoskiej muzyki religijnej: soliści: sopran, alt; chór mieszany (sopran I, II, alt, tenor, bas) oraz orkiestra smyczkowa (skrzypce I, II, altówka I, II) i basso continuo. W składzie orkiestry brak jest instrumentów dętych (flety, oboje, fagoty, trąbki) oraz kotłów.
Utwór został skomponowany w stylu religijnej muzyki włoskiej, którą szczególnie reprezentowali m.in.: Giacomo Carissimi, Alessandro Stradella, Alessandro Scarlatti, Antonio Vivaldi. Najsłynniejszym fragmentem jest chóralne otwarcie kompozycji, przepełnione dramatyzmem i wzniosłością. Dixit Dominus jest jedną z najpopularniejszych kompozycji religijnych Händla.

## Nagrania
1. Handel – Carmelite Vespers 1707 – Taverner Choir & Players, Virgin Classics, 1999, 2 CD, DDD, 724356157927.
2. Handel – Coronation Anthems, Dixit Dominus – Paul Smy – treble, Michael Chance – alt, Charles Daniels – tenor, Gerald Finley – bas, John Butt – klawesyn, David Briggs – organy, Choir of King’s College, Cambridge, English Chamber Orchestra – Sir Philip Ledger (Coronation Anthems), Teresa Żylis-Gara – sopran, Dame Janet Baker – mezzosopran, Martin Lane – alt, Robert Tear – tenor, John Shirley-Quirk – bas, John Langdon – organy, Andrew Davis – klawesyn, Choir of King’s College, Cambridge, English Chamber Orchestra – Sir David Willcocks (Dixit Dominus), EMI, 2003, CD, ADD/DDD, 724358544428.
3. Handel – Dixit Dominus, Salve Regina, Laudate Pueri Dominum, Saeviat tellus – Annick Massis – sopran, Magdalena Kožená – sopran, Sara Fulgoni – alt, Patrick Henckens – tenor, Kevin McLean-Mair – tenor, Marcos Pujol – bas, Choeur des Musiciens du Louvre, Les Musiciens du Louvre – Marc Minkowski, Archiv, 1999, CD, DDD, 459 627-2.
4. Handel - Ode for the Birthday of Queen Anne, Dixit Dominus – Hélène Guilmette – sopran, Sophie Klußmann – sopran, Andreas Scholl – kontratenor, Malcolm E. Bennett – tenor, Andreas Wolf – bas, Vocalconsort Berlin, Akademie für Alte Musik Berlin – Marcus Creed, Harmonia Mundi, 2009, CD, DDD, HMC 902041.
5. Handel – Dixit Dominus, Vivaldi - Dixit Dominus, In furore iustissimae irae - La Nuova Musica - david Bates, dyr. Harmonia Mundi, 2012, CD, DDD, HMU 807587.
6. Handel – Dettingen Te Deum, Dixit Dominus – Lena Lootens – sopran, Roberta Invernizzi – sopran, Gloria Banditelli – alt, Marco Beasley – tenor, Antonio Abete – bas, Coro della Radio Svizzera, Ensemble Vanitas – Diego Fasolis, dyr., nagranie live, Arts Music, 2007, CD, DDD, 47560-2.
7. Handel – Dixit Dominus, Nisi Dominus, Silete Venti - Lynne Dawson - sopran, Lynda Russell - sopran, Charles Brett - kontratenor, Ian Partridge - tenor, Michael George - bas, The Sixteen Choir & Orchestra - Harry Christophers, Chandos, 1991, CD, DDD, CHAN 0517.
8. Haendel – Dixit Dominus, Telemann - Deus judicum tuum - Yeree Suh - sopran, Ingrid Perruche - sopran, Britta Shwarz - alt, Markus Schäfer - tenor, Arnaud Richard - bas, Alain Buet - bas, Arsys Bourgogne, Harmonie Universelle - Pierre Cao, dyr., Eloquentia, 2009, CD, DDD, EL0916.
9. Haendel – Dixit Dominus, Alessandro Scaratti - Dixit Dominus - Elin Manahan Thomas - sopran, Esther Brazil -sopran, Sally Bruce-Payne - alto, Guy Cutting - tenor, Matthew Brook - bass, The Choir of Queen’s College, Oxford, The Brook Street Band - Owen Rees, AVIE, 2013, CD, DDD, AV2274
10. Haendel – Dixit Dominus, Ode for the Birthday of Queen Anne, Zadok the Priest - Kiera Duffy - sopran, Meg Bragle - alt, Apollo’s Fire - Jeannette Sorrell, AVIE, 2008, CD, DDD, AV2270
11. Dixit Dominus - Vivaldi, Mozart, Handel - Marta Mathéu - sopran, Hanna Bayodi-Hirt - sopran, Anthony Roth Costanzo - kontratenor, Makoto Sakurada - tenor, Furio Zanasi - baryton, La Capella Reial de Catalunya, Le Concert des Nations - Jordi Savall, dyr., ALIA VOX, 2016, CD, DDD, AVSA9918
12. Dixit - Händel: Dixit Dominus, Caldara: Missa Dolorosa - Balthasar-Neumann-Chor, Balthasar-Neumann-Ensemble – Thomas Hengelbrock, dyr., Deutsche Harmonia Mundi, 2004, CD, DDD, 88697568682